# Волк в геральдике
Волк (лат. Iupus; фр. Ioup; нем. wolf; норв. ulv; шв. varg; чешск. vlk; польск. wilk) — естественная негеральдическая гербовая фигура.
Он называется хищным (фр. ravissant), если держит добычу, и разъярённым (фр. allumé), если его глаза отличены особой от всего тела краской.

## Отображение в гербах
Его образ не находит большого отражения ни в геральдике, ни в эмблематике. Если символическое значение образа волка всё же проявляется в западноевропейской и в русской традиции, то его изображение в гербах крайне редки и по существу закреплено лишь в германской геральдике, где его изображение практически совпадает с изображением лисицы (лис). Расположение фигуры на щите, поворот головы, общий абрис и экстерьер фигуры фактически одинаковы. Различия между ними незначительны и строго фиксированы: у лиса гладкая, лежащая шерсть, пышный хвост, крупные уши эллипсовидны, расположены почти в анфас, пасть всегда сомкнута (даже если держит добычу), кончик носа чётко обозначен особым (обычно чёрный) цветом, цвет всегда красный, независимо от цвета поля щита.  У волка шерсть на лапах, хвосте и спине вздыблена, пасть всегда открыта (даже если не высунут язык), в пасти видно два ряда острых зубов, уши изображаются в профиль и заостренны, верхняя часть морды всегда раздвоена. Окрас фигуры всегда чёрная, и очень редко синяя или голубая, в исключительных случаях белая, серебряная, серая (натуральная).
В западноевропейской геральдике — римская волчица с двумя младенцами встречается ещё реже и известно лишь пять случаев её изображения за всю историю европейской культуры:
1. Одна из ранних эмблем Византийской империи;
2. Эмблема первого агнлосаксонского королевства Кент в V-VI веках:
3. Герб итальянского города Монтальчино в 1555-1559 годах, когда он на короткое время стал отдельным епископством;
4. Герб Римской республики в 1849 году.
5. Герб Сиены в период её независимости.

В русской геральдике фигура волка практически не используется. Как говорящая фигура использовался в родовой (выходцы с Европы) и в ряде гербов городов Украины и Белоруссии. Бегущий волк в голубом поле использовался в гербе города Волчанск Харьковской области. Эмблема города Летичев Хмельницкой области расположенного в устье реки Волк, впадающий в Южный Буг — бегущий серебряный волк в голубом поле. В городе Волковыск Гродненской области — стоящий волк с головой в анфас.
В России волк официально не числился, за исключением одного случая, когда в 1781-1802 годах слобода Калитва Воронежской области получила герб города. На этом гербы были изображены звериные фигуры, напоминающие или собак или волка. В описании давалось, что это чекалки  — степной волк и были внесены в герб, потому что водились рядом с городом.

## Современное отражение
С истреблением волков в большинстве стран Европы в XIX веке начинает меняться и смысловая оценка образа, как животного наделённого чрезвычайно развитым инстинктом самосохранения и самоотверженной верности семье (стае), верности вожаку стаи. Это обстоятельство дало английскому генералу, лорду Баден-Поуэллу, основателю скаутского движения, дать скаутам младшей группы (от 8-11 лет) официальное наименование "волчата" (wolf cubs), что должно было символизировать верность идеалам и уставу организации.
Самопровозглашённая республика Ичкерия 28 октября 1991 года включила в герб основной фигурой нового герба  — волка. В гербе изображён лежащий волк (борз) с головой, повёрнутой в анфас. Это был первый в истории народов случай, когда волк внесён в герб государства, ибо ни одно государство не хотело взять в герб символа хищника, как идеи государственной политики. Согласно официальной трактовке республики, волк "любимый образ" чеченского фольклора, очень ими ценимый, как символ гордости, отваги и свободы. В чеченском фольклоре довольно широко известна легенда о волке, который, в отличие от остальных животных, покинувших лес во время пожара, вцепился когтями в землю, обгорел в страшном пламени, но не сдвинулся с места, символизируя тем самым непоколебимую, даже в самых суровых  испытаниях, волю народа, его силу духа и бескомпромиссную любовь к родной земле.

## Галерея

Герб Лобеза
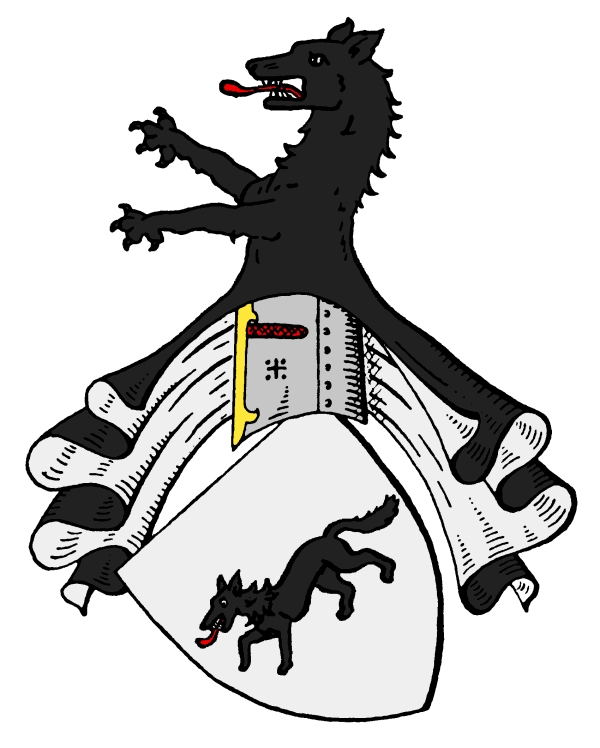
Герб рода Вольф фон Гуденберг
Герб Волковыска
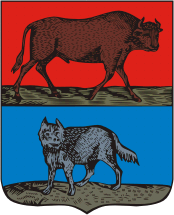
Герб Волковыска времен Российской империи
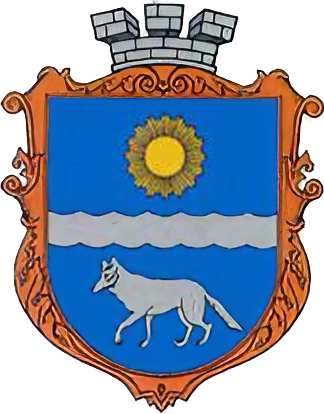
Герб Летичева
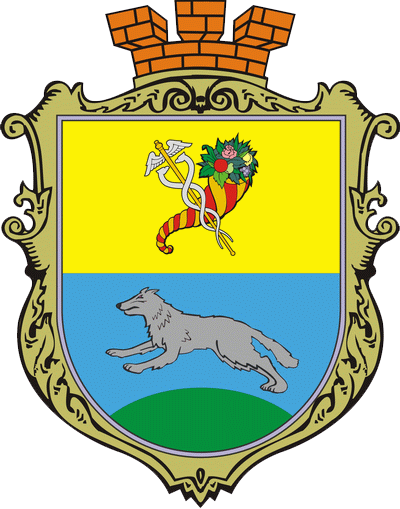
Герб Волчанска
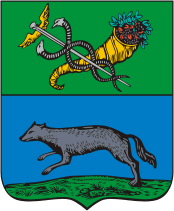
Герб Волчанска времен Российской империи
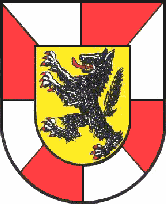
Герб Штура
Герб Вольфратсхаузена
Герб Вольфсбурга
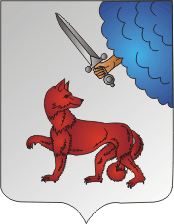
Герб Мстиславля
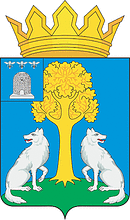
Герб Инжавинского района Тамбовской области